# アナザーコード 2つの記憶
『アナザーコード 2つの記憶』（アナザーコード ふたつのきおく、北米タイトル：Trace Memory、欧州タイトル：Another Code: Two Memories）は、シングが開発し任天堂より2005年2月24日に発売されたニンテンドーDS用アドベンチャーゲーム。キャッチコピーは「さわれる推理小説」。
2009年2月5日に、続編にあたるWii用ソフト『アナザーコード: R 記憶の扉』が発売された。また、2024年1月19日には、シリーズ2作品を纏めて収録したNintendo Switch用ソフト『アナザーコード リコレクション：2つの記憶 / 記憶の扉』が発売された。いわゆる画質を向上させたリマスターではなく、ストーリーの展開に追加や変更が施されたリメイクとなる。

## 概要
主人公の少女・アシュレイが、まだ見ぬ父親リチャードに会うために「ブラッド・エドワード島」を訪れ、かつて資産家のエドワード家が暮らしていた洋館の内部に施された様々な謎に挑む。ストーリーが進むにつれ、11年前にアシュレイの目の前で起きた事件の謎、アシュレイの父リチャードと母サヨコが行っていた研究の謎などが解明されていく。また、道中で出会うゴーストの少年ディーの生前の記憶も、徐々に明らかとなる。
ゲーム内で解く謎には、ニンテンドーDSの特性（2画面やタッチスクリーン、マイク機能など）を使って解くものが多い。
テレビCMや雑誌の広告記事などにはユースケ・サンタマリアが出演した。

## ストーリー
ある日、もうすぐ14歳の誕生日を迎える少女・アシュレイのもとに、1通の手紙とDASと書かれた小型の機械が届く。それは、死んだと聞かされていたアシュレイの父、リチャードからのものであった。アシュレイは、その手紙に導かれ、リチャードが待っていると記されていた地、血塗られたエドワード家の孤島「ブラッド・エドワード島」へ向かうことになる。

## 登場人物
声は『アナザーコード リコレクション』でのキャスト。
アシュレイ・ミズキ・ロビンズ
声 - 杉山里穂
本作の主人公。もうすぐ誕生日を迎える13歳の少女。3歳の誕生日の夜に起こった事件で母親が亡くなったと聞かされ、以後、叔母のジェシカと生活している。幼い頃のアシュレイがわずかに覚えている幼少期の記憶には、母親であるサヨコの姿と銃を構える男の光景が残されている。日米ハーフであり、日本人である母親譲りの黒い瞳が特徴。髪は白。誕生年は1991年で固定されているが、月日はDS版では本体に予め登録してある個人データが反映される。『リコレクション』では2月25日生まれで、その前日となる2005年2月24日（本作のDS版日本発売日と同日）に島を訪れる。
ディー（ダニエル・エドワード）
声 - 飯沼南実
ブラッド・エドワード島を57年前からさまようゴーストの少年。自分がなぜ死んだのかわからないため、天国に旅立つことができないでいる。アシュレイと出会ったことで徐々に記憶を取り戻していく。
なお、DS版では、ゲームの進め方によりディーの記憶が戻る度合いが異なり、すべての記憶を取り戻したかどうかでエンディングが分岐する。
ジェシカ・ロビンズ
声 - 岡村明美
アシュレイの育ての親である女性。リチャードの妹。高校の化学の教師。リチャードからの手紙を受け、アシュレイをブラッド・エドワード島に誘い、共に島に向かう。
リチャード・ロビンズ
声 - 森田順平
アシュレイの父親。科学者。11年前に亡くなったとアシュレイは聞かされていた。娘の14歳の誕生日を共に過ごしたいと、アシュレイに手紙を送った。
『リコレクション』では模様を機器で読み取れば情報が得られるシステムを考案、それをサヨコに作り方を教わった折り鶴に印刷して島の洋館のあちこちに置いている。DASで読み取るとリチャードの経験、考えといった情報が入ったメッセージを取得できる。
サヨコ・ロビンズ
声 - 五十嵐裕美
アシュレイの母親。科学者。リチャード同様、11年前に亡くなったとアシュレイは聞かされていた。日本人。旧姓は「キタザト」。
ビル・エドワード
声 - 浜田賢二
ブラッド・エドワード島でリチャードの研究に協力していた男性。『アナザー』を作るリチャードに食料などを提供していた。
ローレンス・エドワード
声 - ふくまつ進紗
ブラッド・エドワード島にある屋敷の主。金鉱山で富を築いた。家出した息子のレナードが病死したことで孫にあたるトーマスとヘンリーを引き取る。
ヘンリー・エドワード
声 - 堀井茶渡
ローレンスの孫。戦争で右手を失っている。
トーマス・エドワード
声 - 小野塚貴志
ローレンスの孫でディーの父親。戦争で心に傷を負っている。
『リコレクション』では小説家として活動をしていたことがあり、いくらか売れたがあまり有名とは言い難く、中断してしまったシリーズ作品も存在、その中にカイル・ハイド（『ウィッシュルーム 天使の記憶』『ラストウィンドウ 真夜中の約束』の主人公）が登場する小説もあった。自伝的小説を書いた後に36歳で死没。
フラニー・エドワード
声 - 吉田聖子
ヘンリーの娘で、生前のディーとはよく遊んでいた。
ウィリアム・ウェルズ
声 - ふくまつ進紗
エドワード家の執事。疑り深いローレンスにも信用されていた。
船長
声 - 大塚明夫
アシュレイとジェシカをブラッド・エドワード島まで送った船の船長。人生経験豊富で、アシュレイにさまざまなことを教える。

## 用語
DAS
物語内でアシュレイが用いる装置。リチャードが贈ってきたもので「Dual Another System」の略。DS版ではDS本体に似た形状、『リコレクション』ではNintendo Switch本体に似た形状をしている。写真撮影、アナザーキーの探知や読み込み、DS版ではDASカード認識と閲覧、『リコレクション』では登場人物の相関図や折り鶴のメッセージの認識と閲覧が可能。
アナザー
サヨコたちが開発した人の記憶を操作する装置。背もたれのある座席の形をしており、それに乗って近くの操作台で機能を使う。記憶の消去や書き換え、取り出して保存するといったことが可能。リチャードはこれによって記憶の一部を取り出していたがそれを思い出そうとすると頭痛を起こしていた。

## 関連ソフト
- 『ウィッシュルーム 天使の記憶』 - 同一のスタッフが開発し、同じく任天堂が発売した推理アドベンチャーゲーム。システムも共通点が多い。続編に『ラストウィンドウ 真夜中の約束』がある。主人公カイル・ハイドは上記の通り『リコレクション』では作中のキャラクターが発表した小説（劇中劇）に登場することが触れられている。
- 『大乱闘スマッシュブラザーズX』 - ゲーム中の収集要素であるフィギュアとしてアシュレイが登場している。